# Niecew
Niecew – wieś w Polsce położona w województwie małopolskim, w powiecie nowosądeckim, w gminie Korzenna. W latach 1975–1998 miejscowość administracyjnie należała do województwa nowosądeckiego.    W Niecwi w nocy z 4 na 5 sierpnia 1944 rozbił się brytyjski samolot Halifax który został zestrzelony przez niemiecki myśliwiec nocny. W miejscu katastrofy samolotu znajduje się głaz a pomnik upamiętniający  
postawiono 1km od miejsca katastrofy w Lipnicy Wielkiej.

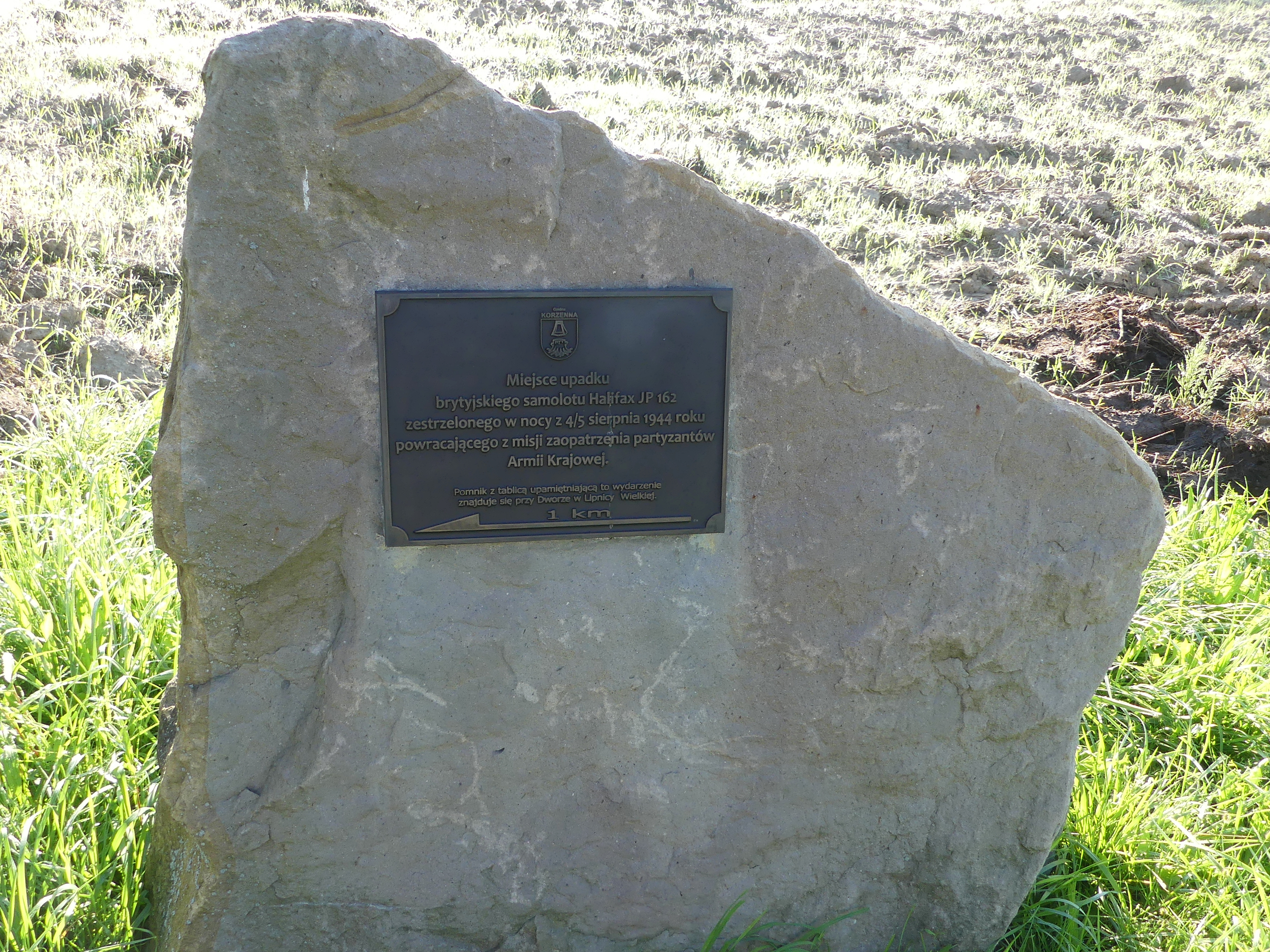
Głaz w miejscu katastrofy samolotu Halifax JP162